# Grèvol fuliginós
El grèvol fuliginós (Dendragapus fuliginosus) és una espècie d'ocell de la família dels fasiànids (Phasianidae) que habita boscos de coníferes des de la costa sud-est d'Alaska i de Colúmbia Britànica, cap al sud a la llarga de la costa dels Estats Units fins a Califòrnia.